# Carlos Gurpegi
Carlos Gurpegi Nausia (ur. 19 sierpnia 1980 w Pampelunie) – piłkarz hiszpański narodowości baskijskiej grający na pozycji środkowego pomocnika. Obecnie jest zawodnikiem baskijskiego klubu Athletic Bilbao. W sezonach 2006/07 oraz 2007/08 nie uczestniczył w rozgrywkach, gdyż był zawieszony z powodu stosowania niedozwolonego środka - nandrolonu.

## Kariera klubowa
- Kluby juniorskie: CD Izarra (do 1998), Athletic Bilbao (1998/99).
- Kluby seniorskie: CD Baskonia (1999/2000), Athletic Bilbao „B” (2000–2002), Athletic Bilbao (od 2002).
- Debiut w Primera División: 31.03.2002 w meczu Villarreal CF - Athletic 5:2.
- Pierwszy gol w Primera División: 01.09.2002 w meczu Real Sociedad - Athletic 4:2.

Gurpegi jest wychowankiem małego klubu CD Izarra. W 1998 roku podjął treningi w juniorach Athletic Bilbao. W sezonie 1999/2000 występował w CD Baskonia, będącym drugim zespołem rezerw Athletic, a jeszcze w jego trakcie rozegrał mecz w pierwszym zespole rezerw. W rezerwach występował przez niemal 2 lata, a w 2002 roku został włączony do kadry pierwszej drużyny z Bilbao. W Primera División zadebiutował 21 marca w przegranym 2:5 wyjazdowym meczu z Villarrealem. Od sezonu 2002/2003 Gurpegi był już podstawowym zawodnikiem Athletic. W wygranym październikowym meczu z Recreativo Huelva (2:1) zdobył pierwszego gola w lidze, a od końca sezonu jeszcze trzykrotnie trafiał do siatki rywali. Bilbao zajęło wówczas 7. pozycję w lidze. W sezonie 2003/2004 doprowadził Athletic do 5. miejsca i tym samym w sezonie 2004/2005 wystąpił w rozgrywkach Pucharu UEFA i awansował ze swoim klubem z grupy (zdobył łącznie 2 gole: z Trabzonsporem i Parmą). W lidze uzyskał 4 trafienia i z Bilbao zajął 9. miejsce w La Liga. W sezonie 2005/2006 zakończył sezon na 12. pozycji.
31 lipca 2006 roku Gurpegi został zdyskwalifikowany na 2 lata przez Hiszpańską Federację Piłkarską za stosownanie niedozwolonego środka - nandrolonu. Athletic nie rozwiązało jednak kontraktu z piłkarzem i przez kolejne 2 sezony widnieje on w składzie drużyny i ma przydzielony numer
1 lipca 2016 Gurpegi zakończył karierę i został asystentem Ernesto Valverde w Athletic Bilbao..
| Sezon                      | Klub                       | Kraj                       | Rozgrywki                  | Mecze | Bramki |
| -------------------------- | -------------------------- | -------------------------- | -------------------------- | ----- | ------ |
| 1999/00                    | CD Baskonia                | Hiszpania                  | Tercera División           | 33    | 15     |
| 1999/00                    | Athletic Bilbao B          | Hiszpania                  | Segunda División B         | 1     | 0      |
| 2000/01                    | Athletic Bilbao B          | Hiszpania                  | Segunda División B         | 23    | 2      |
| 2001/02                    | Athletic Bilbao            | Hiszpania                  | Primera División           | 4     | 0      |
| 2001/02                    | Athletic Bilbao B          | Hiszpania                  | Segunda División B         | 32    | 3      |
| 2002/03                    | Athletic Bilbao            | Hiszpania                  | Primera División           | 27    | 4      |
| 2003/04                    | Athletic Bilbao            | Hiszpania                  | Primera División           | 29    | 1      |
| 2004/05                    | Athletic Bilbao            | Hiszpania                  | Primera División           | 31    | 4      |
| 2005/06                    | Athletic Bilbao            | Hiszpania                  | Primera División           | 30    | 2      |
| 2006/07                    | Athletic Bilbao            | Hiszpania                  | Primera División           | 0     | 0      |
| 2007/08                    | Athletic Bilbao            | Hiszpania                  | Primera División           | 5     | 0      |
| 2008/09                    | Athletic Bilbao            | Hiszpania                  | Primera División           | 19    | 0      |
| 2009/10                    | Athletic Bilbao            | Hiszpania                  | Primera División           | 34    | 1      |
| 2010/11                    | Athletic Bilbao            | Hiszpania                  | Primera División           | 31    | 2      |
| 2011/12                    | Athletic Bilbao            | Hiszpania                  | Primera División           | 7     | 0      |
| 2012/13                    | Athletic Bilbao            | Hiszpania                  | Primera División           | 27    | 1      |
| 2013/14                    | Athletic Bilbao            | Hiszpania                  | Primera División           | 27    | 2      |
| 2014/15                    | Athletic Bilbao            | Hiszpania                  | Primera División           | 23    | 1      |
| 2015/16                    | Athletic Bilbao            | Hiszpania                  | Primera División           | 15    | 0      |
| Łącznie w Primera División | Łącznie w Primera División | Łącznie w Primera División | Łącznie w Primera División | 309   | 18     |

## Kariera reprezentacyjna

### Reprezentacja Kraju Basków(Euskadi)
- Debiut: 27.12.2003 w meczu Euskadi - Urugwaj 2:1.
- Bilans: 3 mecze.

### Reprezentacja Nawarry
- Debiut: 26.12.2005 w meczu Nawarra - Chiny 1:0.
- Bilans: 1 mecz.